# Campionato mondiale di motocross 2005
Il campionato mondiale di motocross del 2005 si è disputando su 17 prove dal 4 aprile al 17 settembre 2005 per la MX1 e la MX2 ed in 12 prove per la MX3 tra il 3 aprile e il 18 settembre.
Al termine della stagione Stefan Everts si è aggiudicato il titolo per la classe MX1, Antonio Cairoli per la classe MX2 e Sven Breugelmans per la classe MX3.

## MX1

### Calendario
| Prova | Data         | Gran Premio                       | Località             | Vincitore gara 1 | Vincitore gara 2 | Vincitore GP   |
| ----- | ------------ | --------------------------------- | -------------------- | ---------------- | ---------------- | -------------- |
| 1     | 3 aprile     | Gran Premio delle Fiandre         | Zolder               | Stefan Everts    | Joël Smets       | Stefan Everts  |
| 2     | 17 aprile    | Gran Premio di Spagna             | Bellpuig             | Mickaël Pichon   | Joël Smets       | Ben Townley    |
| 3     | 24 aprile    | Gran Premio del Portogallo        | Águeda               | Stefan Everts    | Mickaël Pichon   | Stefan Everts  |
| 4     | 8 maggio     | Gran Premio del Belgio            | Namur                | Brian Jorgensen  | Stefan Everts    | Stefan Everts  |
| 5     | 15 maggio    | Gran Premio d'Europa              | Teutschenthal        | Mickaël Pichon   | Mickaël Pichon   | Mickaël Pichon |
| 6     | 29 maggio    | Gran Premio del Giappone          | Sugo                 | Mickaël Pichon   | Stefan Everts    | Stefan Everts  |
| 7     | 5 giugno     | Gran Premio del Regno Unito       | Matchams Park        | Stefan Everts    | Stefan Everts    | Stefan Everts  |
| 8     | 12 giugno    | Gran Premio d'Italia              | Castiglione del Lago | Ben Townley      | Ben Townley      | Ben Townley    |
| 9     | 26 giugno    | Gran Premio di Francia            | Saint-Jean-d'Angély  | Ben Townley      | Ben Townley      | Ben Townley    |
| 10    | 3 luglio     | Gran Premio di Svezia             | Uddevalla            | Joshua Coppins   | Joshua Coppins   | Joshua Coppins |
| 11    | 17 luglio    | Gran Premio del Sudafrica         | Sun City             | Joshua Coppins   | Joshua Coppins   | Joshua Coppins |
| 12    | 31 luglio    | Gran Premio di Vallonia           | Nismes               | Mickaël Pichon   | Stefan Everts    | Mickaël Pichon |
| 13    | 7 agosto     | Gran Premio della Repubblica Ceca | Loket                | Stefan Everts    | Kevin Strijbos   | Stefan Everts  |
| 14    | 21 agosto    | Gran Premio di Germania           | Gaildorf             | Stefan Everts    | Stefan Everts    | Stefan Everts  |
| 15    | 28 agosto    | Gran Premio d'Inghilterra         | Arreton              | Steve Ramon      | Ben Townley      | Ben Townley    |
| 16    | 4 settembre  | Gran Premio dei Paesi Bassi       | Lierop               | Stefan Everts    | Stefan Everts    | Stefan Everts  |
| 17    | 17 settembre | Gran Premio d'Irlanda             | Desert Martin        | Stefan Everts    | Stefan Everts    | Stefan Everts  |

### Classifiche finali

#### Piloti
| Pos. | Pilota            | Moto   | Punti |
| ---- | ----------------- | ------ | ----- |
| 1    | Stefan Everts     | Yamaha | 721   |
| 2    | Joshua Coppins    | Honda  | 652   |
| 3    | Ben Townley       | KTM    | 589   |
| 4    | Steve Ramon       | KTM    | 500   |
| 5    | Mickaël Pichon    | Honda  | 476   |
| 6    | Joël Smets        | Suzuki | 385   |
| 7    | Jonathan Barragán | KTM    | 312   |
| 8    | Pascal Leuret     | Honda  | 306   |
| 9    | Ken De Dycker     | Honda  | 303   |
| 10   | James Noble       | Honda  | 302   |

#### Costruttori
| Pos. | Costruttore | Punti |
| ---- | ----------- | ----- |
| 1    | Yamaha      | 374   |
| 2    | Honda       | 362   |
| 3    | KTM         | 345   |
| 4    | Suzuki      | 281   |
| 5    | Kawasaki    | 152   |
| 6    | TM          | 107   |
| 7    | Husqvarna   | 27    |

## MX2

### Calendario
| Prova | Data         | Gran Premio                       | Località             | Vincitore gara 1   | Vincitore gara 2   | Vincitore GP       |
| ----- | ------------ | --------------------------------- | -------------------- | ------------------ | ------------------ | ------------------ |
| 1     | 3 aprile     | Gran Premio delle Fiandre         | Zolder               | Tyla Rattray       | Tyla Rattray       | Tyla Rattray       |
| 2     | 17 aprile    | Gran Premio di Spagna             | Bellpuig             | Antonio Cairoli    | Billy Mackenzie    | Alessio Chiodi     |
| 3     | 24 aprile    | Gran Premio del Portogallo        | Águeda               | Antonio Cairoli    | Antonio Cairoli    | Antonio Cairoli    |
| 4     | 8 maggio     | Gran Premio del Belgio            | Namur                | Antonio Cairoli    | Stephen Sword      | Andrew McFarlane   |
| 5     | 15 maggio    | Gran Premio d'Europa              | Teutschenthal        | Andrew McFarlane   | Davide Guarneri    | Andrew McFarlane   |
| 6     | 29 maggio    | Gran Premio del Giappone          | Sugo                 | Antonio Cairoli    | Billy Mackenzie    | Billy Mackenzie    |
| 7     | 5 giugno     | Gran Premio del Regno Unito       | Matterley Basin      | Carl Nunn          | Andrew McFarlane   | Andrew McFarlane   |
| 8     | 12 giugno    | Gran Premio d'Italia              | Castiglione del Lago | Antonio Cairoli    | Stephen Sword      | Antonio Cairoli    |
| 9     | 26 giugno    | Gran Premio di Francia            | Saint-Jean-d'Angély  | David Philippaerts | Anthony Boissière  | David Philippaerts |
| 10    | 3 luglio     | Gran Premio di Svezia             | Uddevalla            | Antonio Cairoli    | Antonio Cairoli    | Antonio Cairoli    |
| 11    | 17 luglio    | Gran Premio del Sudafrica         | Sun City             | Anthony Boissière  | David Philippaerts | David Philippaerts |
| 12    | 31 luglio    | Gran Premio di Vallonia           | Nismes               | Antonio Cairoli    | Antonio Cairoli    | Antonio Cairoli    |
| 13    | 7 agosto     | Gran Premio della Repubblica Ceca | Loket                | Antonio Cairoli    | Christophe Pourcel | Antonio Cairoli    |
| 14    | 21 agosto    | Gran Premio di Germania           | Gaildorf             | Antonio Cairoli    | Antonio Cairoli    | Antonio Cairoli    |
| 15    | 28 agosto    | Gran Premio d'Inghilterra         | Arreton              | Billy Mackenzie    | David Philippaerts | Tyla Rattray       |
| 16    | 4 settembre  | Gran Premio dei Paesi Bassi       | Lierop               | Marc de Reuver     | Tyla Rattray       | Tyla Rattray       |
| 17    | 17 settembre | Gran Premio d'Irlanda             | Desert Martin        | Marc de Reuver     | Tyla Rattray       | Tyla Rattray       |

### Classifiche finali

#### Piloti
| Pos. | Pilota             | Moto     | Punti |
| ---- | ------------------ | -------- | ----- |
| 1    | Antonio Cairoli    | Yamaha   | 567   |
| 2    | Andrew McFarlane   | Yamaha   | 518   |
| 3    | Alessio Chiodi     | Yamaha   | 504   |
| 4    | David Philippaerts | KTM      | 468   |
| 5    | Christophe Pourcel | Kawasaki | 372   |
| 6    | Billy Mackenzie    | Yamaha   | 356   |
| 7    | Cédric Melotte     | Yamaha   | 352   |
| 8    | Carl Nunn          | KTM      | 343   |
| 9    | Stephen Sword      | Kawasaki | 310   |
| 10   | Rui Gonçalves      | Yamaha   | 301   |

#### Costruttori
| Pos. | Costruttore | Punti |
| ---- | ----------- | ----- |
| 1    | Yamaha      | 397   |
| 2    | KTM         | 333   |
| 3    | Kawasaki    | 294   |
| 4    | Honda       | 194   |
| 5    | Suzuki      | 20    |
| 6    | TM          | 0     |

## MX3

### Calendario
| Prova | Data         | Gran Premio                 | Località             | Vincitore gara 1 | Vincitore gara 2 | Vincitore GP     |
| ----- | ------------ | --------------------------- | -------------------- | ---------------- | ---------------- | ---------------- |
| 1     | 3 aprile     | Gran Premio di Francia      | Castelnau-de-Lévis   | Marco Dorsch     | Julien Vanni     | Julien Vanni     |
| 2     | 24 aprile    | Gran Premio d'Italia        | Asti                 | Michael Staufer  | Avo Leok         | Avo Leok         |
| 3     | 5 maggio     | Gran Premio dei Paesi Bassi | Rhenen               | Sven Breugelmans | Sven Breugelmans | Sven Breugelmans |
| 4     | 22 maggio    | Gran Premio della Lettonia  | Ķegums               | Sven Breugelmans | Sven Breugelmans | Sven Breugelmans |
| 5     | 12 giugno    | Gran Premio di Croazia      | Mladina              | Yves Demaria     | Yves Demaria     | Yves Demaria     |
| 6     | 19 giugno    | Gran Premio della Slovenia  | Orehova Vas          | Yves Demaria     | Sven Breugelmans | Sven Breugelmans |
| 7     | 3 luglio     | Gran Premio dei Paesi Bassi | Markelo              | Sven Breugelmans | Yves Demaria     | Sven Breugelmans |
| 8     | 10 luglio    | Gran Premio del Belgio      | Lommel               | Bas Verhoeven    | Sven Breugelmans | Bas Verhoeven    |
| 9     | 21 agosto    | Gran Premio della Svizzera  | Roggenburg           | Martin Zerava    | Yves Demaria     | Martin Zerava    |
| 10    | 4 settembre  | Gran Premio d'Austria       | Schwanenstadt        | Yves Demaria     | Yves Demaria     | Yves Demaria     |
| 11    | 11 settembre | Gran Premio d'Italia        | Castiglione del Lago | Yves Demaria     | Yves Demaria     | Yves Demaria     |
| 12    | 18 settembre | Gran Premio della Bulgaria  | Sevlievo             | Yves Demaria     | Yves Demaria     | Yves Demaria     |

### Classifiche finali

#### Piloti
| Pos. | Pilota            | Moto   | Punti |
| ---- | ----------------- | ------ | ----- |
| 1    | Sven Breugelmans  | KTM    | 414   |
| 2    | Yves Demaria      | KTM    | 398   |
| 3    | Julien Bill       | KTM    | 398   |
| 4    | Aigars Bobkovs    | Yamaha | 279   |
| 5    | Enrico Oddenino   | Suzuki | 229   |
| 6    | Martin Zerava     | Yamaha | 219   |
| 7    | Michael Staufer   | KTM    | 182   |
| 8    | Saso Kragelj      | Yamaha | 164   |
| 9    | Bas Verhoeven     | Honda  | 148   |
| 10   | Felice Compagnone | KTM    | 145   |

#### Costruttori
| Pos. | Costruttore | Punti |
| ---- | ----------- | ----- |
| 1    | KTM         | 536   |
| 2    | Yamaha      | 401   |
| 3    | Honda       | 383   |
| 4    | Suzuki      | 278   |
| 5    | Husqvarna   | 95    |
| 6    | Kawasaki    | 3     |
| 7    | Husaberg    | 0     |